# Hanswolf Scriba
Hanswolf Scriba (* 9. Juli 1927 in Wehlen; † 17. November 2008 in Mainz) war ein deutscher Kirchenmusiker.

## Leben
Scriba gründete 1957 die Johanniskantorei in Mainz und leitete sie bis zu seinem Ruhestand 1991. Sein Nachfolger wurde Volker Ellenberger. Er war auch als Herausgeber für Noten beim Schott-Verlag und bei Breitkopf & Härtel tätig.
Hanswolf Scriba war mit der Malerin Eleonore Scriba verheiratet, ihre gemeinsame Tochter ist die Sängerin und Malerin Nanette Scriba.

## Tondokumente
- Lob Gottes durch die Zeiten. Chormusik aus St. Johannis zu Mainz. LP, Life Records 1975.

## Videografie
- SWR: Neue Orgel Johanniskirche Mainz. Sendung vom 14. Dezember 1961. SWR Retro-Abendschau.[4]

## Schriften
- Kleine Geschichte der evangelischen Kirchenmusik in Mainz 1802–1945. Evangelisches Dekanat Mainz, 2002.
- Mainz, St. Johannis, evangelische Pfarrkirche seit 1828, zuvor Stiftskirche bis 1803, wahrscheinlich erste Bischofskirche von Mainz. Schnell und Steiner München, 1977.